# Карољ Санто
Карољ Санто (мађ. Szántó Károly) је био мађарски фудбалер. Играо је на позицији нападача у клубовима Мафц и МТК Бп..

## Каријера

### Клуб
Своју прву прволигашку утакмицу одиграо је у дресу Мафца против Февароша 26. фебруара 1905 године и изгубили су са 7 : 1. Своју последњу прволигашку утакмицу одиграо је у дресу МТК Бп. против Немзета у гостима 21. маја 1914. када су победили са 3 : 0.

## Достигнућа
- Мађарско првенство
  - шампион: 1907/08., 1913/14
  - друго место: 1909/10,
- Куп Мађарске у фудбалу
  - шампион: 1909/10, 1910/11, 1911/12 1913/14